# 太原广播电视台
37°52′21″N 112°31′34″E / 37.87245°N 112.52607°E
太原广播电视台，是中华人民共和国山西省太原市的一个广播电视播出机构，创立于2009年12月28日。太原广播电视台共有8套电视频道、5套广播频率，另管辖太原广播电视报社、太原市广播电视传输网络管理中心（太原有线电视网络有限公司）、太原市广播电视剧制作中心、太原市广播电视艺术中心、太原市广播电视科技发展中心、太原市文化广播电视演艺中心、太原市广播电视安全播出保障中心、太原市歌舞团杂技团有限责任公司、太原市话剧团有限责任公司、太原舞蹈团等单位，与太原文化广播电视集团有限公司为一个机构两块牌子。

## 历史与发展
1949年4月24日，中国人民解放军攻入太原。当天，太原军管会委派邯郸新华广播电台台长常振玉为接管组组长，带人接管了山西广播电台，建立了太原新华广播电台，同年6月1日更名为太原人民广播电台。
1950年1月1日，太原人民广播电台分为一台、二台和经济台。同年12月20日，太原人民广播电台一台更名为山西人民广播电台，二台为太原人民广播电台，经济台撤销。
1951年4月10日，山西人民广播电台更名为山西人民广播电台第一台。
1953年1月25日，太原人民广播电台撤消。
1977年9月1日，经中共太原市委报送、中共山西省委批准、中央广播事业局同意，太原人民广播电台获准重新组建，1982年1月1日开播。
1984年7月25日，太原电视台成立，同年12月29日正式开播。1985年5月10日，开通与中央电视台的传输电路。
1992年12月1日，太原经济广播电台开播，频率为调频104.4兆赫。
1995年12月31日，太原交通广播电台开播。
2001年12月10日，原太原人民广播电台、太原经济广播电台、太原交通广播电台合并，组建新的太原人民广播电台。
2006年12月23日，太原市广播电视局（总台）整合太原市实验晋剧院等5大艺术院团，组建太原市文化广播电视集团。
2009年12月26日，太原市广播电视总台更名为太原广播电视台。

## 电视服务

### 频道列表
| 頻道名稱     | 语言   | 广播格式         | 啟播時間       | 頻道口號 | 频道前身 | 備註               | 備註 |
| 新闻频道     | 普通話 | SD: PAL 576i 4:3 | 1984年12月29日 |          |          |                    |      |
| 经济生活频道 | 普通話 | SD: PAL 576i 4:3 |                |          |          |                    |      |
| 社教法制频道 | 普通話 | SD: PAL 576i 4:3 |                |          |          |                    |      |
| 影视频道     | 普通話 | SD: PAL 576i 4:3 |                |          |          |                    |      |
| 文体频道     | 普通話 | SD: PAL 576i 4:3 |                |          |          |                    |      |
| 移动电视频道 | 普通話 | SD: PAL 576i 4:3 |                |          |          |                    |      |
| 家庭消费频道 | 普通話 | SD: PAL 576i 4:3 |                |          |          | 全国性数字付费频道 |      |
| 玩具益智频道 | 普通話 | SD: PAL 576i 4:3 |                |          |          | 全国性数字付费频道 |      |

### 节目
- 太原新闻
- 新闻快车
- 发现
- 新闻对话
- 太原你早
- 步步高升
- 非说不可
- 并州之剑
- 百姓说法
- 有话好好说
- 诗意太原
- 龙城哨位
- 第一房产

## 广播服务
| 頻道名稱 | 语言   | 频道频率 | 啟播時間                               | 頻道口號                       | 频道前身                          | 備註 |
| 综合广播 | 普通話 | FM91.2   | 启播：1949年4月24日 复播：1982年1月1日 | 报道龙城 服务民生              | 太原新华广播电台 太原人民广播电台 |      |
| 经济广播 | 普通話 | FM104.4  | 1992年12月1日                          | 用风的速度 阐释风度            | 太原经济广播电台                  |      |
| 交通广播 | 普通話 | FM107.0  | 1995年12月31日                         | 平安调频 和谐之声              | 太原交通广播电台                  |      |
| 音乐广播 | 普通話 | FM102.6  |                                        | 享受音乐 享受生活 品味决定地位 |                                   |      |
| 老年之声 | 普通話 | FM97.5   |                                        | 幸福广播 居家调频              |                                   |      |